# The Pilgrim
Pour plus de détails, voir Fiche technique et Distribution.
The Pilgrim est un western muet réalisé par Frank Borzage, sorti en 1916.

## Fiche technique
- Titre : The Pilgrim
- Réalisation : Frank Borzage
- Scénario : Edward A. Kaufman
- Photographie : L. Guy Wilky
- Société de production : American Film Company
- Société de distribution : Mutual Film Corporation
- Pays de production :  États-Unis
- Langue : anglais
- Format : Noir et blanc - 35 mm - 1,37:1 - Muet
- Genre : Western
- Durée : 2 bobines
- Date de sortie :
  - États-Unis : 9 juin 1916

## Distribution
- Frank Borzage : le « pèlerin » (pilgrim)
- Ann Little : Nita Dudley
- Jack Richardson : Joe Mex
- Dick La Reno : Jim Niles
- Mary Gladding : Little Eva